# Olneya tesota
Az Olneya tesota a pillangósvirágúak családjába tartozó növényfaj, az Olneya nemzetség egyetlen faja. Mexikóban spanyol nyelven palo fierro néven említik, az Amerikai Egyesült Államok angol nyelvterületén ironwood néven (mindkettő jelentése „vasfa”), míg a szeri indiánok nyelvén a növény neve coomitin. Mexikóban előfordul még a tesota és az uña de gato („macskaköröm”) elnevezés is. Veszélyeztetett faj, védelem alatt áll.

## Jellemzés

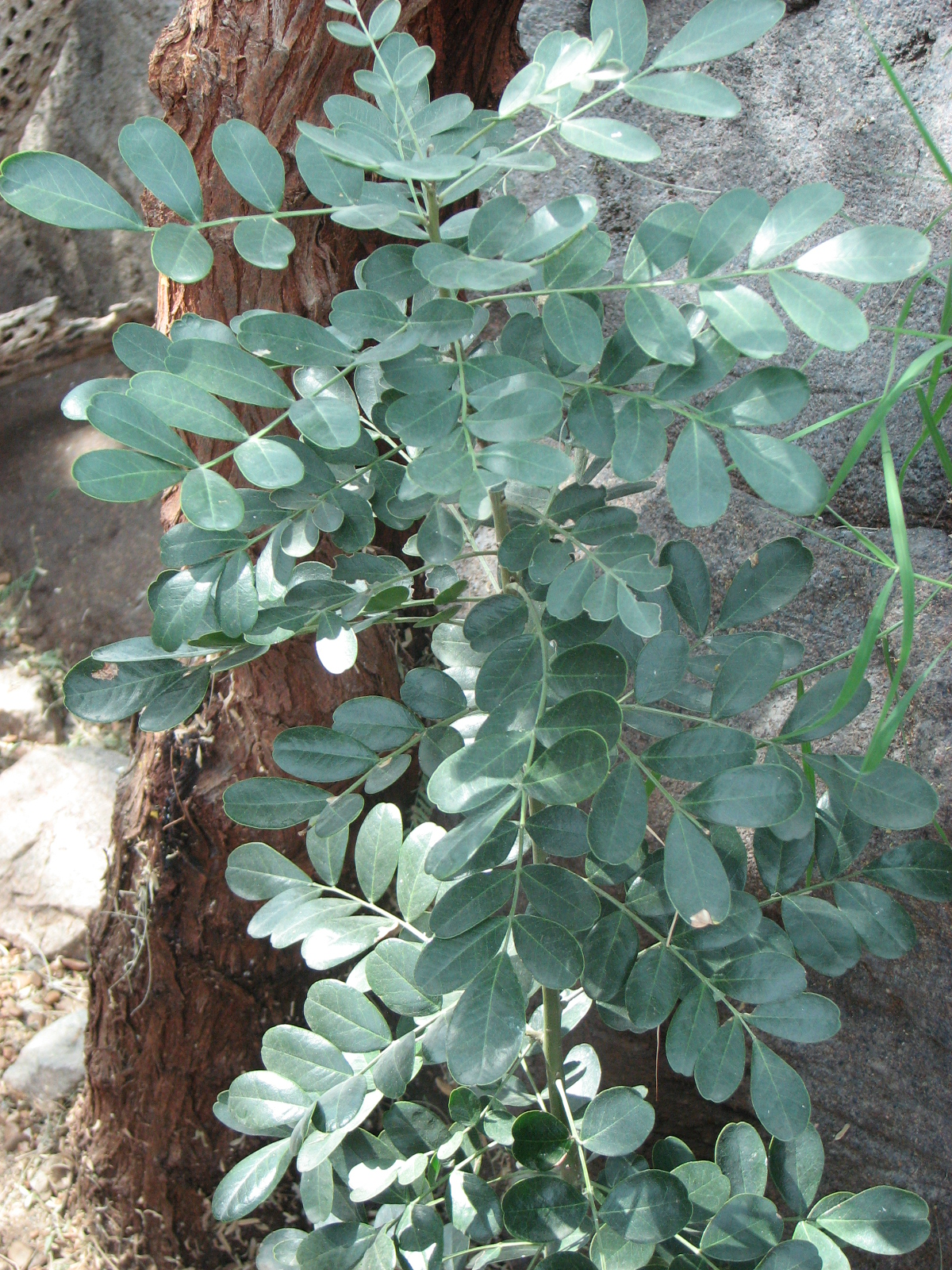
Az Olneya tesota levelei

A növény előfordul alacsonyan sokfelé ágazó cserje és akár 15 méter magas fa formájában is. Az idősebb egyedek törzsátmérője akár a 60 cm-t is elérheti, a fiatal, még zöld színű ágak 10–15 mm vastagok, később vastag kérget növesztenek. 6 cm hosszú összetett leveleiben a 4–12 pár levélke váltakozóan helyezkedik el, alakjuk keskeny, elliptikus, hosszuk 7–20 mm, színük szürkés zöld. Minden levél tövénél egy pár kicsi, görbe tövis található. Rózsaszín virágai 12 mm hosszúak, csoportokban nőnek. Termése 3–6 cm hosszú, 8–9 mm széles, éretten felnyíló hüvely, benne 1–8 darab, 5–6 mm átmérőjű maggal.
A növény félig lombhullató, de megfelelő körülmények között lombja akár egész évben megmaradhat. A levelek cserélődése az elterjedési terület határán, a magasabban fekvő vidékeken júniusban és júliusban kezdődik, egyidőben a termések érésével. Azok az ágak, amelyeken sok termés van, többnyire levél nélkül maradnak. Többnyire májusban és júniusban virágzik, általában minden évben, de nagyobb mértékű virágzás átlagosan 5 év alatt kétszer fordul elő. A termések nyáron, a csapadékosabb időszakban fejlődnek, augusztusban érnek. A magok 80–90%-a azonnal csíraképes, a csírázásához ideális hőmérséklet 25–30 °C. A palánták 4–12 nap alatt kikelnek, első évükben 25 cm magasra is megnőhetnek.

## Elterjedés
Az Olneya tesota Mexikó északnyugati és az Amerikai Egyesült Államok délnyugati részén található sivatagokból származik. Ma Kalifornia, Alsó-Kalifornia, Déli-Alsó-Kalifornia, Sonora és Arizona államok területén található meg, ahol a csapadék éves mennyisége 75–400 mm közötti, a középhőmérséklet 22 °C, de a hőingás nagy: a téli hónapokban fagyok is előfordulnak, míg júliusban és augusztusban akár a 49 °C sem kizárt. A tenger szintje felett legfeljebb 600 m-es magasságig él meg, főként vízfolyások közelében, sík és lejtős, homokos és sziklás területeken is, de valószínűleg a gránitos talajt kedveli legjobban. Gyakran magányosan áll, de megfelelő körülmények között más fajokkal elegyedve akár erdőt is alkothat. 65 és 200 közé tehető azon növényfajok száma, amelyek az Olneya tesotával gyakran együtt fordulnak elő.
Arizonában a legsűrűbben Pima megyében fordul elő, ahol bizonyos területeken 35 fa is előfordul hektáronként, míg Mexikóban 6,6 példány az átlag hektáronként.

## Felhasználás
Védett növény lévén az iparban nem használják, de a mexikói Sonorában élő szeri indiánok (valamint kisebb számban a jakik, a majók és a papagók is) fájából állatokat ábrázoló dísztárgyakat faragnak, amelyek nem csak a turisták köreiben népszerűek, hanem már művészeti kiállításokra is eljutottak. Ezek az indián népek azonban korábban nem csak dísz-, hanem használati tárgyakat is készítettek tartós fájából, virágjából gyomor- és vesegyógyszert főznek, magját pedig felhasználják kenyér, tortilla és atole elkészítéséhez is. A magokból préselt olaj igen lassan oxidálódik, ezért sokáig eltartható.

## Védelem
Értékes fája miatt a 20. századra annyi példányt elpusztítottak belőle, hogy a faj már-már a kipusztulás közelébe jutott. 1995-ben a Mexikói Népművészeti és Népi Kulturális Szövetség (Asociación Mexicana de Arte y Cultura Popular) programot indított annak érdekében, hogy felkutassanak más fákat, amelyek anyagával az Olneya tesota helyettesíthető. 2000-ben az USA-ban nemzeti emlékművé nyilvánítottak egy arizonai Olneya tesota-erdőt.